# Харківсько-Київське таємне товариство
Харківсько-Київське таємне товариство — підпільне товариство, що мало за мету боротися з царським самодержавством, засноване студентами Харківського університету в 1856 році.
Серед членів товариства були Яків Бекман, М. Муравський, Петро Єфименко, Петро Завадський, Гаврило Стрижевський усіх бл. 40. Товариство розповсюджувало антирежимні листівки і рукописні журн. Чл. його закладали недільні школи серед робітників й утримували зв'язок з ін. підпільними гуртками. 1858 з ініціативи товариства відбулися студентські заворушення у Харкові, у висліді яких частину чл. його виключено з університету і вони переїхали до Києва, де заснували подібний гурток. 1859 Товариство мало понад 100 чл. 1860 відбулися нові арешти, і 1863 Х.-К. Т. Т. перестало існувати; деякі чл. увійшли до організації «Земля і Воля».